# Dhakadam
Dhakadam (nep. ढाकाडाम) – gaun wikas samiti w zachodniej części Nepalu w strefie Rapti w dystrykcie Salyan. Według nepalskiego spisu powszechnego z 2011 roku liczył on 1186 gospodarstw domowych i 7460 mieszkańców (3839 kobiet i 3621 mężczyzn).